# Walter Hasenclever

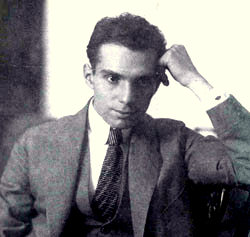
Walter Hasenclever um 1916

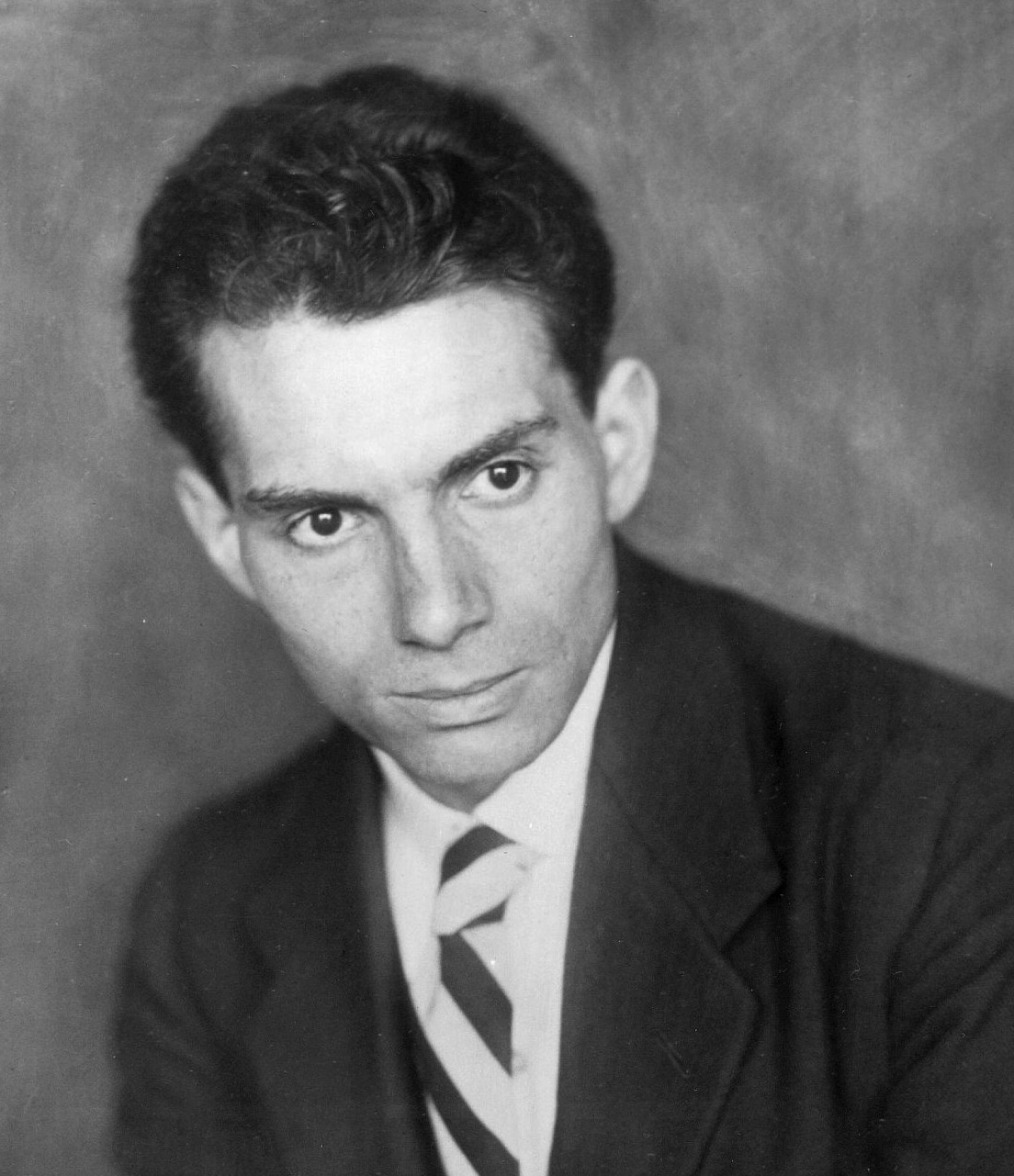
Walter Hasenclever (1917). Foto von Hugo Erfurth

Walter Georg Alfred Hasenclever (* 8. Juli 1890 in Aachen; † 21. Juni 1940 in Les Milles bei Aix-en-Provence) war ein expressionistischer deutscher Schriftsteller.

## Biografie
Walter Hasenclever wurde 1890 als erster Sohn des Mediziners und Sanitätsrats Carl Hasenclever (1855–1934) und dessen Frau Anni, auch Mathilde Anna, geb. Reiss (1869–1953) in unmittelbarer Nachbarschaft der Spinnerei Startz in Aachen geboren. Dort erinnert heute eine Gedenktafel an der Barockfabrik, Löhergraben 22, an ihn. Er war ein Enkel des Landrats Georg Hasenclever und des Tuchfabrikanten Kommerzienrat Alfred Reiss, der jüdischer Abstammung war. Walter hatte zwei Geschwister, Paul (1897–1988) und Marita (1902–1993).
Er besuchte das Aachener Kaiser-Wilhelm-Gymnasium (heute Einhard-Gymnasium), wo Karl Otten, Ludwig Strauß, Philipp Keller und Julius Talbot Keller zu seinen Mitschülern und Freunden gehörten.
Nach dem Abitur 1908 begann er ein Jurastudium in Oxford, wo er die Schauspielerin Greta Schröder (1892–1980, 1915 verheiratet mit Ernst Matray und 1927 mit Paul Wegener) kennen lernte; es entstand eine langjährige Freundschaft. Bereits nach einem Semester wechselte er nach Lausanne, nach einem weiteren Semester nach Leipzig. Während seines Studiums in Leipzig (1909 bis 1914) wurde sein Interesse an Literatur und Philosophie geweckt. 1909 publizierte er sein Drama Nirwana in einem Berliner Selbstkostenverlag. 1910 erschien sein erster Gedichtband Städte, Nächte und Menschen. 1914 gelang ihm mit dem Stück Der Sohn das erste große Werk des expressionistischen Dramas.
Seine Kriegsbegeisterung, die ihn zur freiwilligen Meldung zum Kriegsdienst bewogen hatte, wandelte sich bald in eine Ablehnung des Krieges. Wegen seiner psychischen Belastung wurde er 1917 vom Militär entlassen. Der Psychiater Fritz Neuberger wies ihn in das Nervensanatorium Dr. Teuscher ein. In dieser im Villenviertel Weißer Hirsch in Dresden gelegenen Anstalt waren zur selben Zeit auch Oskar Kokoschka und Iwar von Lücken als Patienten anwesend. Auf dem 1917/18 entstandenen Gemälde „Die Freunde“ stellte Kokoschka Hasenclever als einen dieser Freunde dar.
1917 erhielt Walter Hasenclever den Kleist-Preis für seine leidenschaftliche Adaption des Antigone-Stoffes von Sophokles.
1924 lernte er Kurt Tucholsky kennen. Mit großem Erfolg veröffentlichte er 1926 die Komödie Ein besserer Herr und 1928 die Komödie Ehen werden im Himmel geschlossen; um das Stück über die Ehe entwickelte sich bald eine Kontroverse in Wien. 1929 bis 1932 wohnte Hasenclever in Berlin und reiste durch Europa und Nordafrika. 1930 arbeitete er als Drehbuchautor für die Filmgesellschaft Metro-Goldwyn-Mayer (MGM), indem er die deutsche Fassung des Filmes Anna Christie erstellte, in dem Greta Garbo Hauptdarstellerin war. Sie lernte er auch in Hollywood kennen und widmete ihr ein liebevolles Feuilleton Begegnung mit Greta Garbo (1931). Nach der Machtübernahme durch die Nationalsozialisten wurden seine Werke verboten und nach der Bücherverbrennung aus den Bibliotheken entfernt. Hasenclever ging daraufhin ins Exil nach Nizza. 1934 heiratete er dort Edith Schäfer. Am 27. September 1938 macht das Reichsministerium im deutschen Reichsanzeiger die „Ausbürgerung des Juden Walter Hasenclever“ bekannt. Während des Zweiten Weltkriegs wurde er als „feindlicher Ausländer“ in Frankreich zweimal (u. a. im Fort Carré in Antibes) interniert. Nach der Niederlage Frankreichs nahm er sich in der Nacht vom 21. auf den 22. Juni 1940 im Internierungslager Les Milles bei Aix-en-Provence mit einer Überdosis Veronal das Leben, um nicht den Nazis in die Hände zu fallen. Sein Grab befindet sich in Aix-en-Provence auf dem Cimetière Saint-Pierre.
Hasenclevers Nachlass liegt im Deutschen Literaturarchiv Marbach. Das Manuskript zu Die Menschen ist im Literaturmuseum der Moderne in Marbach in der Dauerausstellung zu sehen.

## Ehrungen und Gedenken

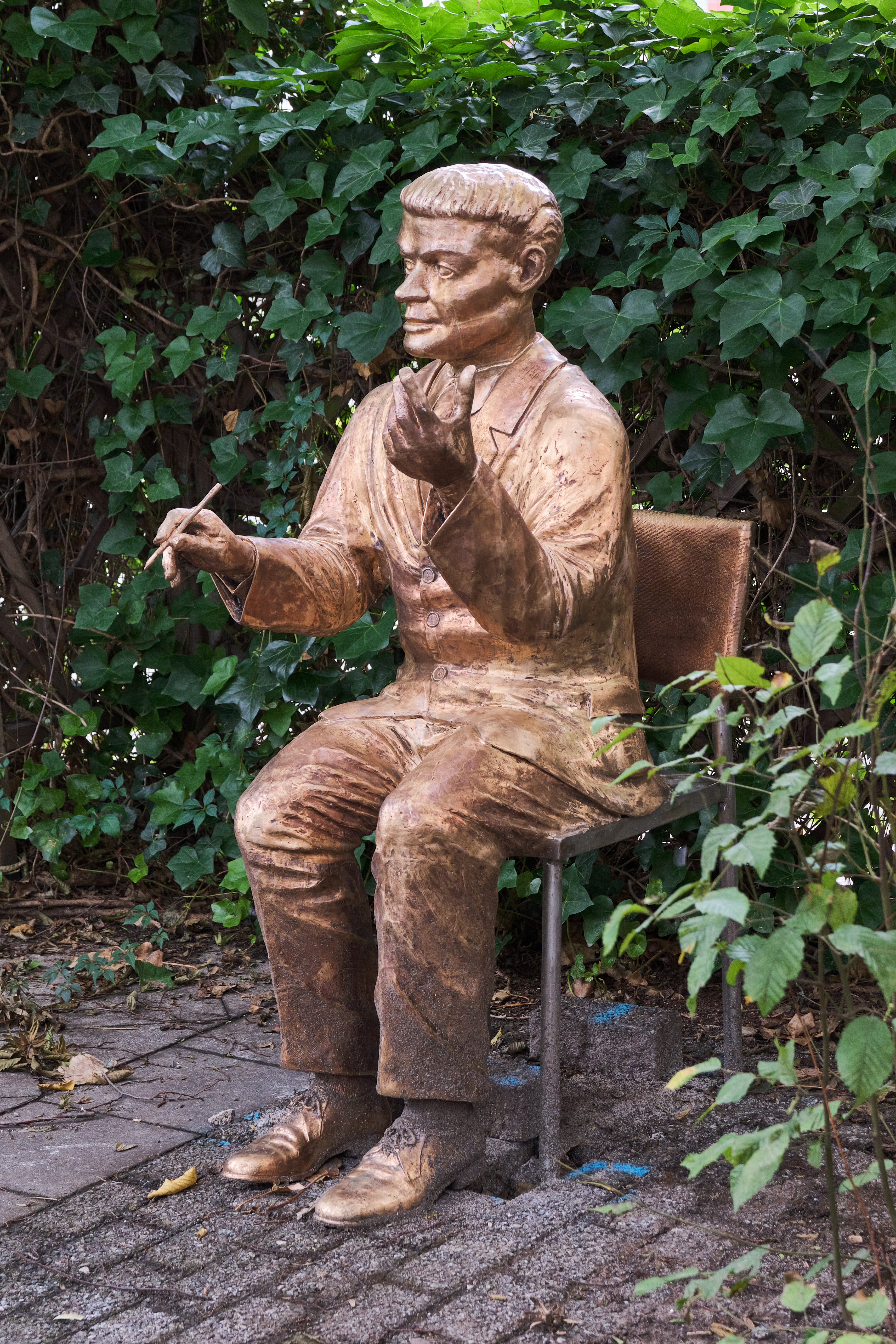
Walter-Hasenclever-Skulptur

- Die Walter-Hasenclever-Gesellschaft wurde 1996 in Aachen gegründet.[13] Seitdem wird von ihr alle zwei Jahre der Walter-Hasenclever-Literaturpreis verliehen.[14]
- In Aachen erinnert eine Gedenktafel an das Geburtshaus von Walter Hasenclever, am Fabrikgebäude Löhergraben 22, heute das Kulturzentrum Barockfabrik.
- In einem Garten direkt nebenan wurde 2023 ein Denkmal eingeweiht, das von Bonifatius Stirnberg entworfen wurde und Hasenclever sitzend an einem Tisch zeigt.
- Am ehemaligen Sitz des Kurt Wolff Verlags in Leipzig erinnert eine Gedenktafel an die Autoren der expressionistischen Generation, die in der Buchreihe Der jüngste Tag zu Wort kamen, darunter auch Walter Hasenclever.
- In Berlin-Wilmersdorf erinnert eine Gedenktafel an ihn und seinen Wohnsitz, wo Hasenclever von 1930 bis 1932 am Haus Ludwig-Barnay-Platz 3 in der Künstlerkolonie Berlin seine Zeit verbrachte.
- Die Hasencleverstraße in Aachen-Burtscheid, in Bremen-Obervieland, Ortsteil Habenhausen, und im Hamburger Stadtteil Horn wurden nach ihm benannt.
- In Sanary-sur-Mer erinnert eine Gedenktafel am Fremdenverkehrsbüro an die deutschen und österreichischen Schriftsteller sowie deren Angehörige und Freunde, die dort auf der Flucht vor der nationalsozialistischen Gewaltherrschaft zusammenkamen.

Gedenktafeln für Walter Hasenclever
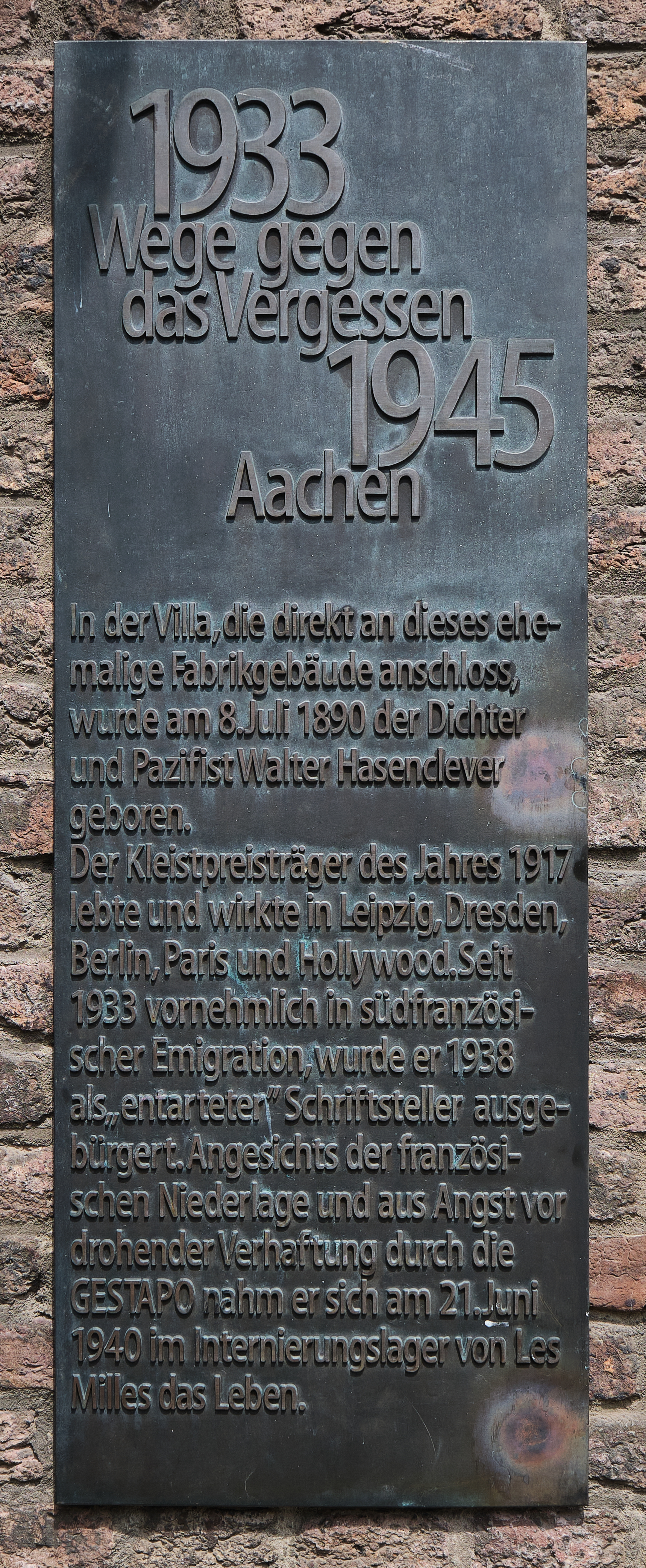
Tafel Wege gegen das Vergessen in Aachen
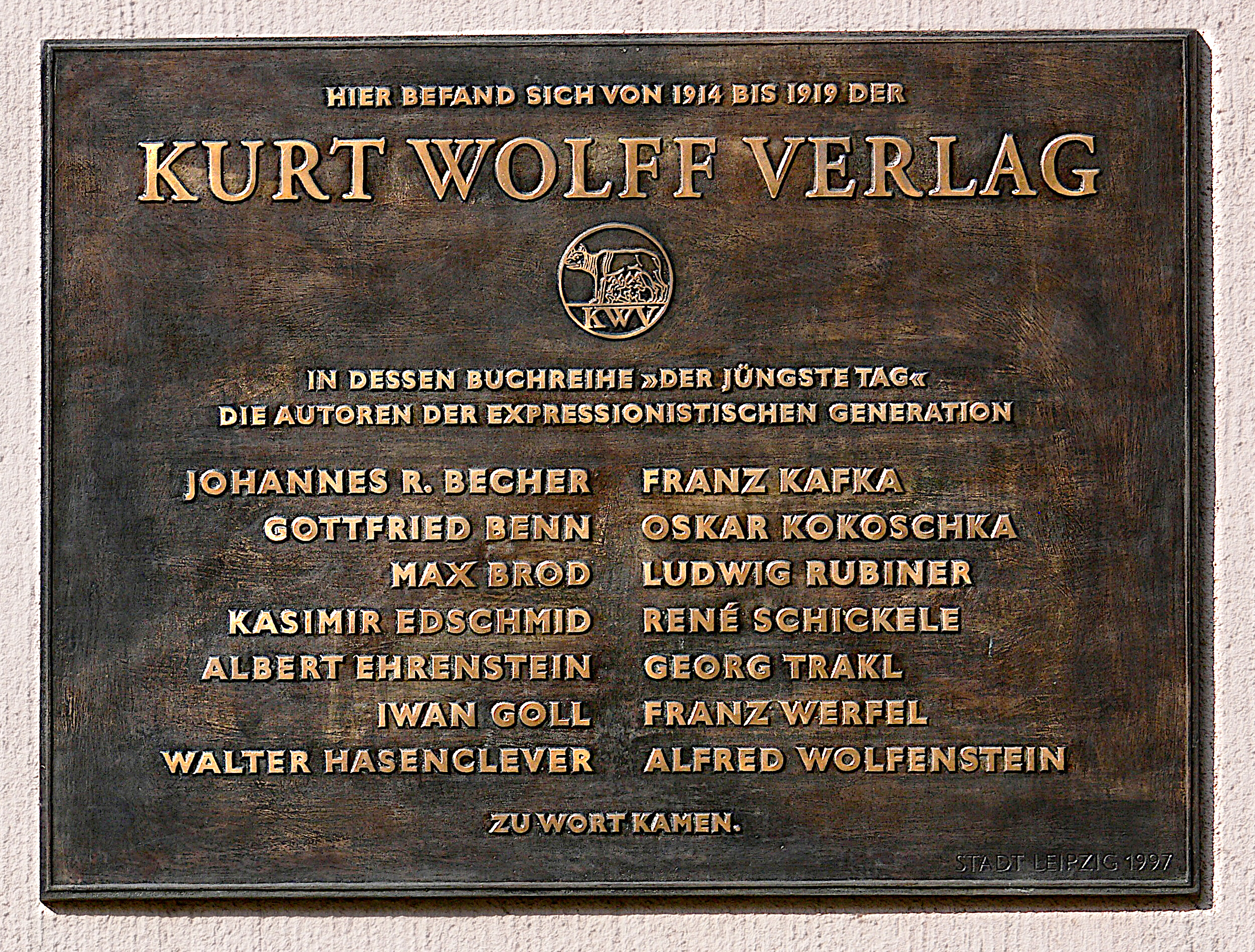
Gedenktafel des Kurt Wolff Verlags
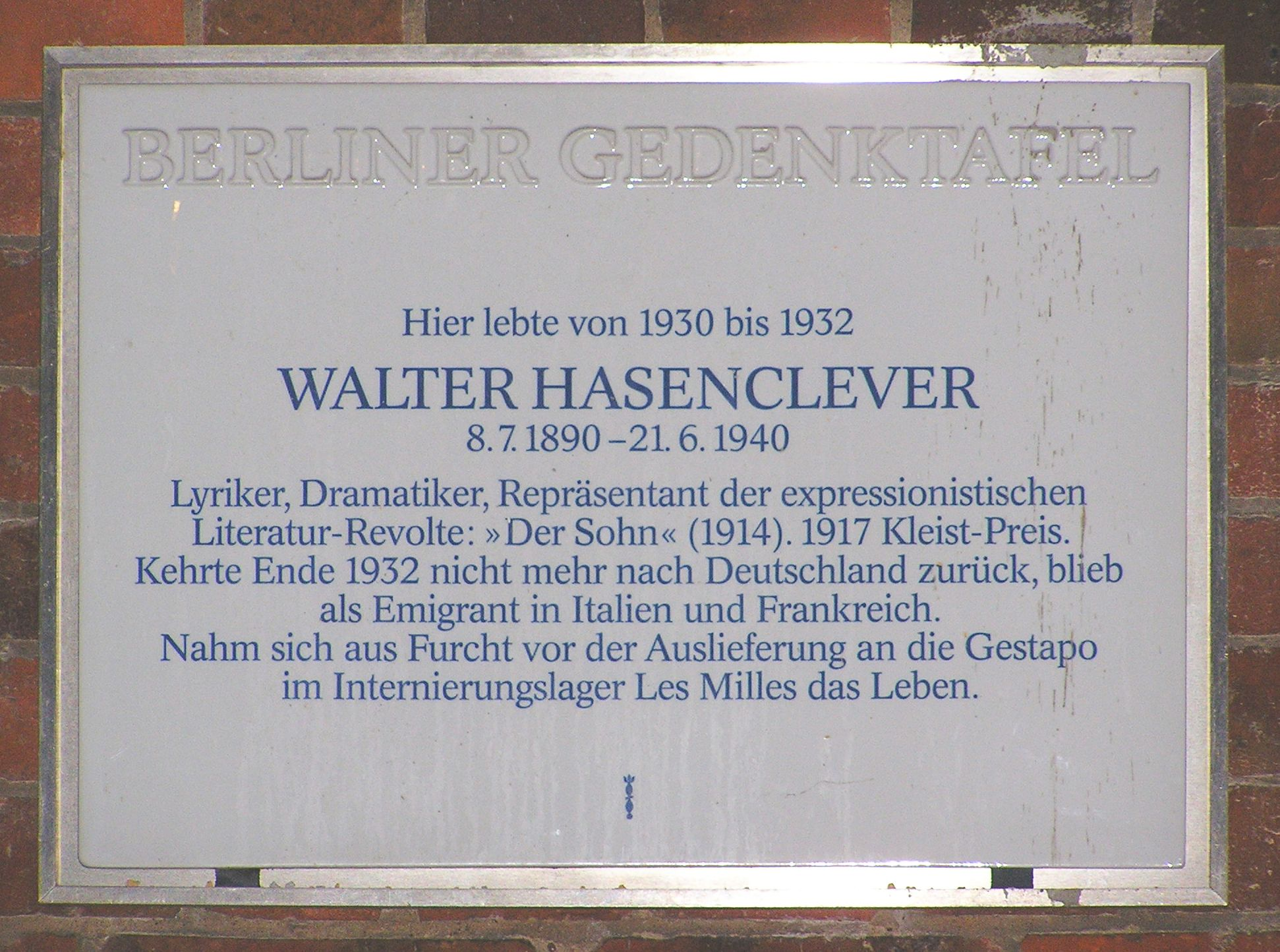
Gedenktafel in Berlin-Wilmersdorf
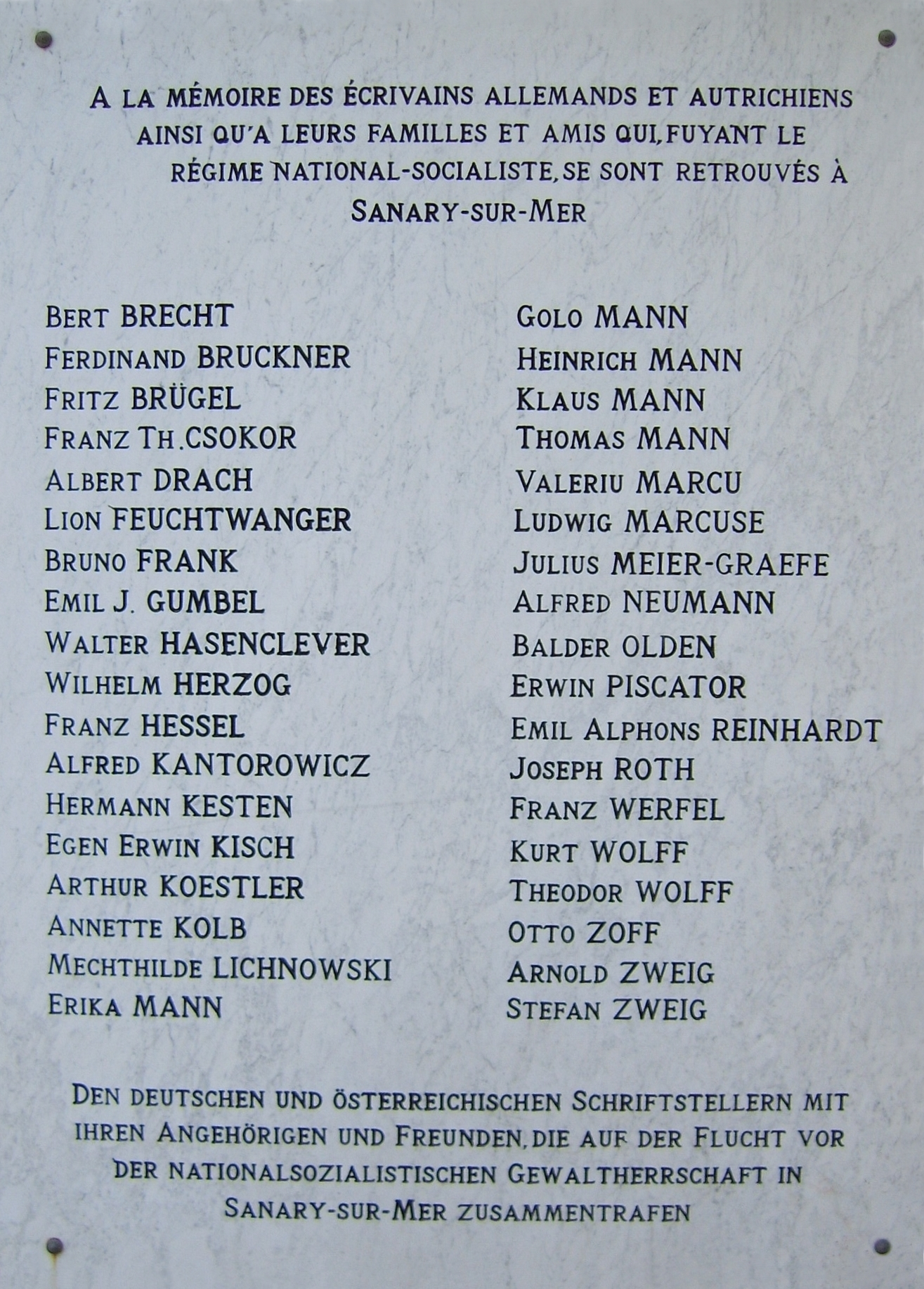
Gedenktafel in Sanary-sur-Mer

## Werke

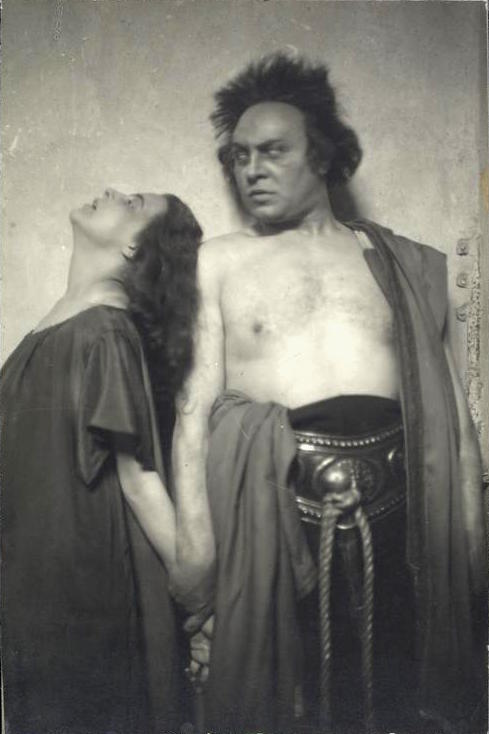
Max Reinhardts Aufführung von Hasenclevers Antikriegs-Drama Antigone, Großes Schauspielhaus, Berlin, April 1920 – Emil Jannings als Kreon

- Nirwana. Eine Kritik des Lebens in Dramaform, 1909
- Städte, Nächte, Menschen (Gedichte), 1910
- Das unendliche Gepräch. Eine nächtliche Szene („Der jüngste Tag“, Band 2), 1913 (Digitalisat)
- Der Jüngling (Gedichte), 1913 (Digitalisat, Neuauflage 2020, ISBN 978-3-8478-4366-5)
- Der Retter (Dramatische Dichtung), 1916 (Digitalisat)
- Der Sohn (Drama), 1914 (Digitalisat, Neuauflage 2019, ISBN 978-3-7437-3142-4)
- Tod und Auferstehung (Gedichte), 1917
- Antigone (Tragödie), 1917 (Digitalisat, Neuauflage 2020, ISBN 978-3-7437-3326-8)
- Die Menschen (Schauspiel), 1918
- Die Entscheidung (Komödie), 1919 (Digitalisat)
- Der politische Dichter (Gedichte und Prosa), Umsturz und Aufbau, 2. Flugschrift, 1919 (Neuauflage 2024, ISBN 978-3-7437-4837-8)
- Die Mörder sitzen in der Oper, 1917
- Antigone, 1917
- Die Pest – Ein Film, 1920 (Erzählung in Form eines Stummfilm-Drehbuchs) (Digitalisat)
- Jenseits (Drama), 1920 (Digitalisat)
- Gedichte an Frauen, 1922
- Gobseck (Drama), 1922 (Digitalisat)
- Mord (Drama), 1926
- Ein besserer Herr (Lustspiel), 1926
- Ehen werden im Himmel geschlossen (Drama), 1928 (Digitalisat)
- Christoph Kolumbus oder die Entdeckung Amerikas (Komödie), zusammen mit Kurt Tucholsky, 1932; 1969 von Helmut Käutner für den Hessischen Rundfunk verfilmt[17]
- Münchhausen (Schauspiel), 1934
- Konflikt in Assyrien (Komödie), 1938/39
- Die Rechtlosen (Roman), 1939/40
- Gedichte, Dramen, Prosa (aus dem Nachlass herausgegeben von Kurt Pinthus), 1963
- Irrtum und Leidenschaft (herausgegeben von Kurt Pinthus), 1969

## Ikonographie
- Charles Crodel: Kopf Hasenclever, Lithografie 1920 (Werkverzeichnis Nr. 78)